# Neue Deutsche Welle
La Neue Deutsche Welle (in tedesco "Nuova onda tedesca"), anche conosciuta con l'acronimo NDW, è un genere musicale che a partire dal 1976 definisce la nuova ondata di musica tedesca, originata dal punk rock e dalla new wave. Il termine è stato coniato da Jürgen Kramer, uno studente che scriveva sulle fanzine, comparso poi anche in giornali più importanti.

## Definizione del termine

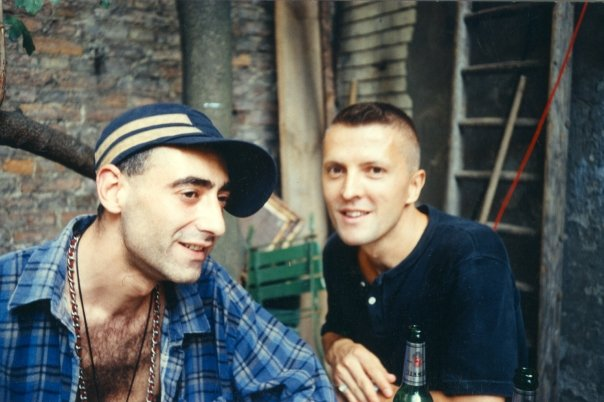
I Deutsch-Amerikanische Freundschaft negli anni '80

Una prima menzione del termine "Neue Welle" può essere trovata nel fanzine Die 80er Jahre del 1977 da uno studente di Joseph Beuys che si chiamava Jürgen Kramer. Il termine Neue Deutsche Welle apparve per la prima volta in una pubblicità della casa discografica berlinese Der Zensor di Burkhardt Seiler nella rivista musicale di Amburgo Sounds nell'agosto 1979. Nell'annuncio veniva utilizzato in relazione al primo album dei Deutsch-Amerikanische Freundschaft. Due mesi dopo, il termine, che ovviamente aveva assunto il termine New wave, fu utilizzato dall'allora giornalista musicale e poi dal gestore dell'etichetta Alfred Hilsberg per il titolo di una serie in tre parti di articoli per il Sounds ("Neue Deutsche Welle - Aus grauer Städte Mauern").
Il termine NDW non definiva uno stile musicale uniforme, ma si applicava ad una vasta serie di gruppi con caratteristiche molto diverse tra loro. Tuttavia, le caratteristiche principali erano l'utilizzo della lingua tedesca, la relativa breve vita delle band e la freschezza delle soluzioni applicate. Fu proprio questo il motivo per cui alcune band come gli Spliff, presero le distanze da quella tendenza del tempo che definiva tutta la musica pop in lingua tedesca come NDW. I live delle band della NDW erano spesso minimali ed informali. Molti artisti della NDW furono attivi e conosciuti solo in quel momento storico. Con i revival che ne seguirono alcuni di loro tornarono sulla scena intorno al 2000.

## Storia della Neue Deutsche Welle

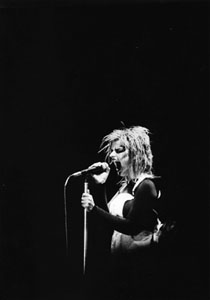
Nina Hagen nel 1980

Determinante per questo genere è l'utilizzo della lingua tedesca, che da tempo non era più usata, e di testi ironici, scherzosi e spensierati, ad esempio: Da da da dei Trio, Hurra, Hurra, die Schule brennt degli Extrabreit, o il film Gib Gas - Ich will Spaß!, con Nena, Markus, Karl Dall e gli Extrabreit. Ma anche critici e politici: un esempio è il successo mondiale di Nena 99 Luftballons contro la guerra, in cui 99 palloncini rossi lasciati volare nel cielo vengono scambiati per un attacco nemico che causa una guerra, oppure Bruttosozialprodukt di Geier Sturzflug, che descrive un assurdo scenario di persone, persino ferite, che lavorano senza sosta per aumentare il prodotto sociale lordo della nazione, e Skandal im Sperrbezirk della Spider Murphy Gang, che ha per tema il fenomeno delle donne squillo nelle grandi e conservatrici città della Baviera come per esempio Monaco.

## Luoghi
La Neue Deutsche Welle si è sviluppata in cinque centri principali:
- Berlino Ovest
- Düsseldorf
- Amburgo
- Hannover
- Hagen

## Artisti
- Abwärts
- Alphaville (il leader Marian Gold ha svolto anche la carriera di solista)
- Caprifischer
- Croox
- DAF (Deutsch-Amerikanische Freundschaft)
- Das Modul
- Der Moderne Man
- Ina Deter
- Andreas Dorau
- Extrabreit
- Falco
- Frl. Menke
- Frizz
- Grauzone
- Nina Hagen
- Ideal
- Ixi
- Hubert Kah
- Malaria!
- Markus
- Münchener Freiheit
- Nachtmahr
- Nena
- Paso Doble
- Joesi Prokopetz
- Rio Reiser
- Relax
- Peter Schilling
- Spider Murphy Gang
- Spliff
- Geier Sturzflug
- Trio
- Joachim Witt
- Xmal Deutschland
- Wirtschaftswunder
- EAV (Erste Allgemeine Verunsicherung)

## Discografia
- Deutsch Amerikanische Freundschaft – Produkt (1979)
- Der Moderne Man – 80 Tage Auf See (1980)
- Abwärts – Amok Koma (1980)
- Frizz – Nicht Zu Retten (1980)
- Der KFC - Letzte Hoffnung (1980)
- Croox – Geld Her! (1981)
- Extrabreit - Welch ein Land - Was für Männer (1981)
- Ideal - Der Ernst des Lebens (1981)
- Joachim Witt – Edelweiß (1981)
- Caprifischer – Caprifischer (1982)
- Frl. Menke - Frl. Menke (1982)
- Malaria! – Emotion (1982)
- XMal Deutschland – Fetisch (1983)
- Paso Doble – Fantasie (1985)

## Filmografia parziale
- Cha-Cha (1979)
- Gib Gas - Ich will Spaß!